# Croatia Open Umag 1992
Il Croatia Open Umag 1992 è stato un torneo di tennis giocato sulla terra rossa. È stata la 3ª edizione del torneo, che fa parte della categoria World Series nell'ambito dell'ATP Tour 1992. Si è giocato a Umago in Croazia dal 24 al 30 agosto 1992.

## Campioni

### Singolare maschile
Thomas Muster ha battuto in finale  Franco Davín con il punteggio di 6–1, 4–6, 6–4

### Doppio maschile
David Prinosil /  Richard Vogel hanno battuto in finale  Sander Groen /  Lars Koslowski con il punteggio di 6–3, 6–7, 7–6